# Галисийское возрождение
Галиси́йское возрожде́ние (галис. Rexurdimento решурдиме́нто или исп. Resurgimiento ресурхимье́нто) — литературное и культурное движение Галисии 2-й половины XIX века, характеризующееся поиском идентичности, становлением и развитием национального самосознания галисийцев, началом борьбы за признание галисийского языка, до 1978 года официально считавшегося диалектом кастильского языка. В условиях доминирования кастильского языка бывший до того времени средством бытового общения галисийский язык возобновил и закрепил за собой статус литературного языка. Движение способствовало появлению галисийского национализма, выступавшего за предоставление политической и экономической автономии Галисии. Одновременно аналогичные процессы происходили в Каталонии — каталанское возрождение (Renaixença), и в Стране Басков.

## Предвозрождение (Prerrexurdimentoпререшурдименто)
Галисийские трубадуры, сегрелы и жонглёры пользовались заслуженной славой на протяжении более полутора веков как авторы кантиг на галисийско-португальском языке первого литературного течения центральной и западной части Пиренейского полуострова.
После подчинения королевства Галисия кастильской короне доминирование кастильского языка в так называемый период Тёмных веков (Séculos Escuros, XVI—XVIII века) обусловило вытеснение галисийского языка из области литературы и делопроизводства. На протяжении трёх-четырёх столетий литературные сочинения на галисийском языке издавались редко и за редкими исключениями поэзия и проза в Галисии практически не создавалась. В то время как в Испании эпоха Возрождения считается Золотым веком литературы (el Siglo de oro), в Галисии, так же как и в Каталонии, в этот период наблюдается упадок словесности на родном языке. Вкратце языковую ситуацию в Галисии в период Тёмных веков передал В. Ф. Шишмарёв: «<…> старый галисийский, продолжал употребляться в официальных документах с половины XIV до начала XVI века. Но это делалось больше по инерции. Галисийский язык постепенно опускался на уровень патуа́, и в XVI, XVII и XVIII веках им уже перестают пользоваться как языком письменным». Этот язык стал употребляться лишь в домашнем или узко местном обиходе.
Необходимость в возрождении галисийской письменности возникла в начале XIX века. Во времена наполеоновских войн в Галисии произошёл всплеск национального самосознания. На галисийском языке в народном духе выходили агитационные листовки против французской агрессии, публиковались поэтические сочинения и статьи, ставились короткие драматические пьесы патриотического содержания. Авторы этого подготовительного периода считаются предшественниками галисийского возрождения. При зарождении галисийского национализма некоторые его идеологи доходили до крайностей, провозглашая величие и превосходство галисийцев над остальными народами Иберийского полуострова, гордясь тем, что сохранив чистоту крови кельтов, которые устояли перед римлянами, галисийцы не покорились ни арабам, ни Наполеону.
Несмотря на то, что галисийская филология зародилась в XVIII веке, Б. П. Нарумов писал: «Однако если в Каталанских странах эрудитов XVIII века можно считать предтечами каталанского возрождения середины XIX века, то вряд ли это возможно сказать о галисийских филологах, поскольку галисийское Возрождение во второй половине XIX века протекало гораздо более вяло по сравнению с каталанским и, главное, не опиралось на какую-либо предшествующую традицию».
Главным предтечей решурдименто считается Шоан Мануэл Пинтос Вильяр (1811—1876) по изданной в 1853 году поэтической антологии «Галисийская волынка» (A gaita gallega).

## Возрождение (Rexurdimentoрешурдименто)
Истинным возрождением языка и литературы Галисии считается движение решурдименто 2-й половины XIX века. Точная датировка его начала дискутируется исследователями. Некоторые источники ведут отсчёт с 1863 года, когда вышел поэтический сборник Росалии де Кастро Cantares gallegos («Галисийские песни»), опубликованный супругом поэтессы Мануэлом Мурги́ей. Автор последней основательной «Истории галисийской литературы» Шосе Рамон Пена (Xosé Ramón Pena) датирует движение 1853—1916 годами. Также имеются расхождения при причислении авторов либо к предтечам периода предвозрождения, либо к представителям возрождения. Как бы там ни было, наиболее яркими представителями движения считаются три поэта: Росалия де Кастро, Эдуардо Пондал (1835—1917) и Мануэл Куррос Энрикес (1851—1908). Большой популярностью пользовался поэт и прозаик Валентин Ламас Карвахал (1849—1906). Начинали движение романтики и продолжили регионалисты.
Пробуждению интереса к галисийской словесности, к письменному языку способствовали проведения в Галисии Цветочных игр. В этом галисийцы последовали примеру каталанцев. Первые состязания поэтов прошли под патриотическим лозунгом «Отечество. Вера. Любовь» в Ла-Корунье 2 июля 1861 года, на которых первую премию получил Франсиско Аньон за стихотворение «Галисия». Судя по изданному сборнику Álbum de la Caridad (1862), в конкурсе приняли участие 105 поэтов и 4 автора выступили с патриотическими докладами. Согласно Б. П. Нарумову, 40 авторов этой двуязычной антологии писали на галисийском языке, но подлинное начало галисийского возрождения связывается с публикацией «Галисийских напевов» (Cantares gallegos, Vigo, 1863) Росалии де Кастро.
В период решурдименто галисийский язык возобновил свой статус литературного языка, благодаря усилиям романтиков начались исследования лингвистики и фольклора, издавались грамматики и словари (Rodríguez F. J. Diccionario gallego-castellano, A Coruña, Imp. del Hospicio Provincia, 1863). Тем не менее, авторы Галисии сохранили двуязычие и, как в те времена, так и впоследствии, создавали свои произведения на галисийском и на испанском языках. Несмотря на то, что кантиги трубадура Масиаса Влюблённого имели распространение в Галисии, и три стихотворения в его честь были удостоены премиями на первых галисийских Цветочных играх в 1861 году, более ранняя средневековая лирика на галисийско-португальском языке тогда ещё не была известна широкой публике. Участники галисийского возрождения ознакомились с забытым творчеством галисийских трубадуров лишь в конце XIX столетия после публикаций «Песенника Ватикана» (1875) и «Песенника Национальной библиотеки» (1880).
В период решурдименто галисийские авторы отдавали предпочтение поэзии, новеллы и повести начали появляться только в последней трети XIX столетия. В 1866 году было основано издательство Biblioteca Gallega («Галисийская библиотека»).

## Публикации
- Álbum de la Caridad : Juegos Florales de La Coruña en 1861, seguido de un mosaico poético de nuestros vates gallegos contempornáneos :  [галис.] / edición costeada por José Pascual López Cortón, á cuyas expensas se celebraron dichos Juegos Florales. — Coruña : Imp. del Hospicio Provincial, a cargo de D. Mariano M. y Sancho, 1862. — LV, 482 p.
- Pintos X. M. A Gaita gallega tocada polo gaiteiro ou sea Carta de Cristus para ir deprendendo a ler, escribir e falar ben a lengua gallega e ainda mais / Pintos, Xoán Manuel. — La Coruña: La Voz de Galicia, 1981. — 216 с. — ISBN 84-600-2217-X. (галис.) (исп.) (лат.)

Переводы на русский язык
- Между двумя безмолвиями : Галисийская поэзия XIX — первой трети XX века / Пер. с галис. яз. / сост. Е. Голубевой, Е. Зерновой; отв. ред. Е. Зернова; предисл. Б. Лосада; подгот. текстов, послесл., справки об авт. и коммент. Е. Голубевой. — 1-е. — СПб. : Центр галисийских исследований СПбГУ, 1996. — 240 с. — (Антология галисийской литературы ; т. 2). — ISBN 5-88407-001-X.